# パッターダ
パッターダ（イタリア語: Pattada）は、イタリア共和国サルデーニャ自治州サッサリ県にある、人口約3,000人の基礎自治体（コムーネ）。

## 地理

### 位置・広がり

#### 隣接コムーネ
隣接するコムーネは以下の通り。括弧内のNUはヌーオロ県所属を示す。

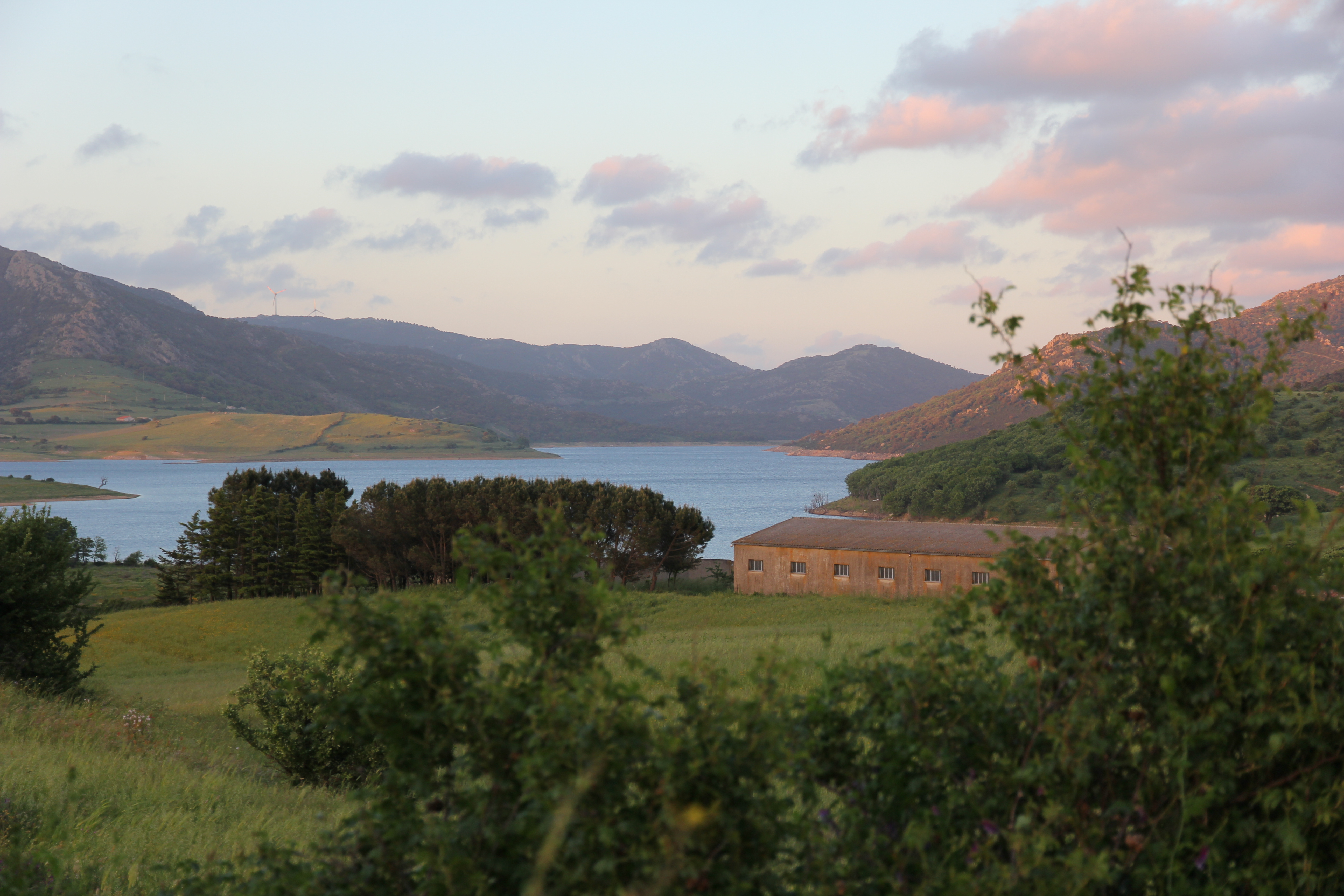
レルノ湖
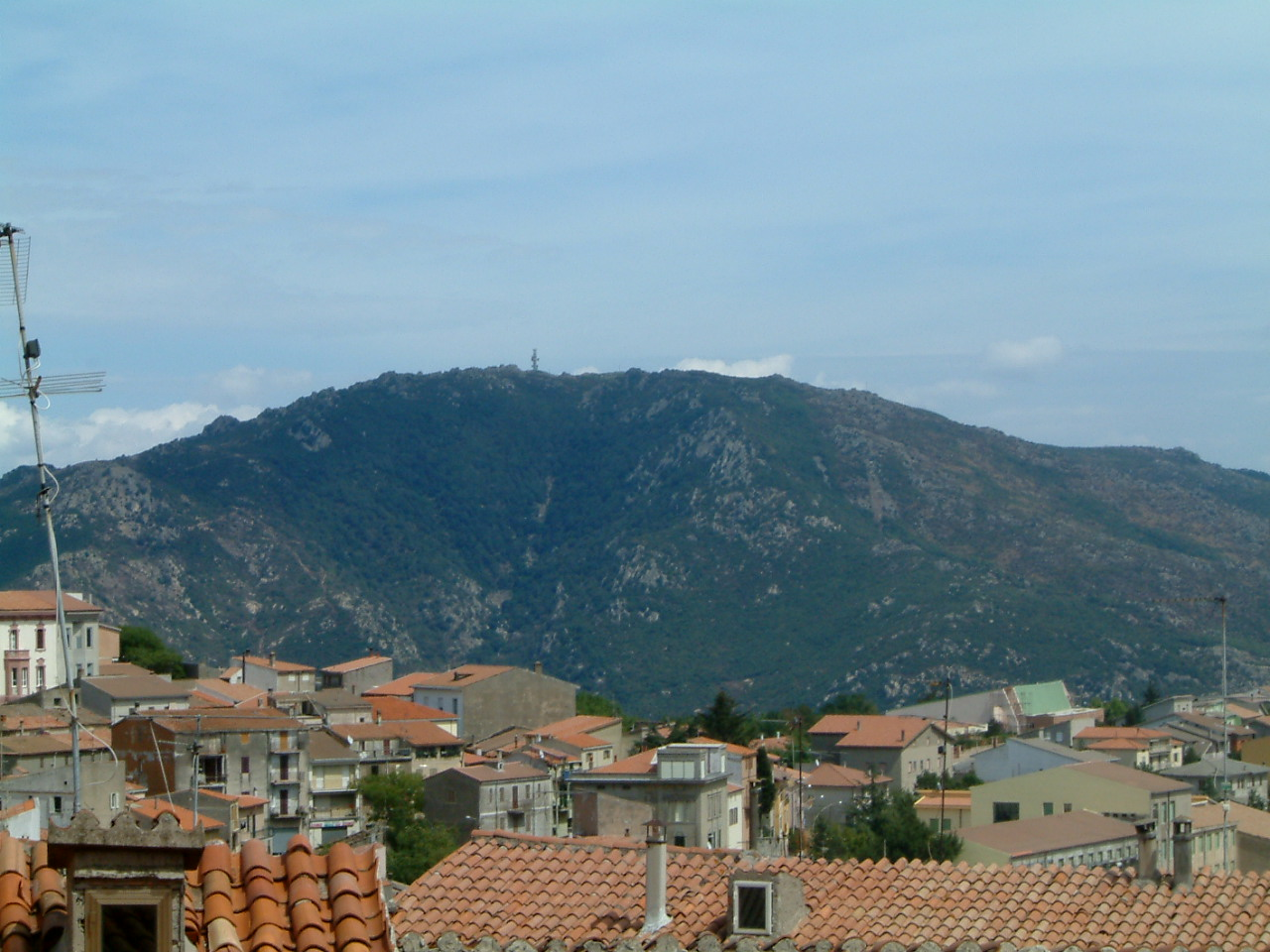
レルノ山

- ベネトゥッティ
- ブッドゥゾ
- ブルテーイ
- ヌゲードゥ・サン・ニコロ
- ヌーレ
- オスキリ
- オジッダ (NU)
- オツィエーリ

- レルノ湖
- レルノ山（イタリア語版）